# Школа № 1468
Школа № 1468 (СП-№ 1221) — московская школа с углублённым изучением французского языка, расположенная по адресу: Нижегородская улица, дом 3Б. Бо́льшая часть учителей имеют награды от Департамента образования г. Москвы. Около трети учителей сами окончили эту школу. Данная школа в 2006 году получила звание «Школа мира».

## История школы
Школа была основана в 1964 году. В то время школа носила номер 37.
В 2006 и 2008 годах школа № 1221 оказывалась в числе лучших школ Москвы и получала грант президента России в рамках национального проекта «Образование» в размере 1 млн рублей.

## Настоящее время
Директором школы является Гончарова Светлана Валерьевна. Школа работает в первую смену. Начало занятий в 8:30, продолжительность урока — 45 минут, аттестация со 2-го по 9-й классы по четвертям, в 10—11-х классах по полугодиям, каникулы — 5 недель учатся, одну отдыхают. Учащиеся школы учатся в режиме пятидневки.
В школе работают четыре группы продлённого дня: для учащихся 1-х классов, 2-х классов, 3-х и 3—4-х классов.